# Кампо (Ђенова)
Кампо (итал. Campo) је насеље у Италији у округу Ђенова, региону Лигурија.
Према процени из 2011. у насељу је живело 92 становника. Насеље се налази на надморској висини од 39 м.